# Licuala grandis
Licuala grandis es una especie de la familia de las arecáceas.

## Descripción
En su tronco posee un buen número de hojas casi redondas y llega a alcanzar únicamente 2 m de altura. Sus hojas recuerdan un abanico circular, son de color verde oscuro y ligeramente lobadas en el borde y cada lóbulo presenta una pequeña hendidura que da lugar a dos dientes pequeños. Las palmas de este género acostumbran a poseer un tronco tubular y se adaptan mejor a los climas húmedos. Los frutos son esféricos, pequeños , rojo-anaranjados. Poco resistente al sol directo.

## Distribución y hábitat
Originaria de la isla de Nueva Bretaña, al norte de Nueva Guinea. De gran efecto ornamental por la belleza de sus grandes hojas contrastando con el pequeño diámetro del tronco. Cultivada a media sombra, de crecimiento lento, necesita suelo rico, frecuentemente humedecido. Frutificación abundante en primavera. Un kg contiene aproximadamente 1.021 frutos maduros y 3.226 semillas. Se multiplica por semillas que inician la germinación a los 120 días. Su propagación se ve favorecida por la gran cantidad de semillas producidas anualmente. De crecimiento muy lento.

## Taxonomía
Licuala grandis fue descrita por Hermann Wendland y publicado en L'illustration horticole 27: t. 412. 1880.
Etimología
Licuala: nombre genérico que procede de la latinización del nombre vernáculo, leko wala, supuestamente utilizado para Licuala spinosa en Makassar, Sulawesi. (J. Dransfield, N. Uhl, C. Asmussen, W.J. Baker, M. Harley and C. Lewis. 2008)
grandis: epíteto latino que significa "grande, alto".
Sinonimia
- Pritchardia grandis (H.Wendl.) W.Bull[5]